# 7m!n
7m!n（セブンミニット）は日本の6人組男性アイドルグループ。6人で寮生活をしながらYouTuber「ナナトイチセイ」としても活動している。所属事務所はWAIWAI.inc。

## 概要
YouTuberのYapp!と米村海斗のWプロデュースによるメンズアイドルグループ第2弾。6人組メンズアイドルグループ「9bic」およびYouTuber「ハコイリムスコ」の後輩グループにあたる。
グループのコンセプトを「完璧な時間を創造するグループ」としており、“「７」は循環数。その叡智で世界を循環させる。 一つの周期が完了するサイクルを表します。その為、完全調和の数とも言われる。この世に隠された法則を。そして、世界を洗練させて、美しく磨き上げたい。 それが「７」の世界。”という世界観をかかげている。

## メンバー

### 現メンバー
| 名前                                | 生年月日 （現年齢）    | 身長  | 出身地 | メンバーカラー | 色種 |
| ----------------------------------- | ---------------------- | ----- | ------ | -------------- | ---- |
| 火ノ宮 夕 （ひのみや ゆう）         | 1999年9月1日（25歳）   | 168cm | 香川県 | レッド         |      |
| 水原匡也 （みずはら きょうや）      | 2001年3月25日（24歳）  | 171cm | 福島県 | ブルー         |      |
| 木瀬 怜芽 （きせ りょうが）         | 2002年3月18日（23歳）  | 167cm | 兵庫県 | グリーン       |      |
| 白金 倫太郎 （しろかね りんたろう） | 2001年2月1日（24歳）   | 166cm | 千葉県 | イエロー       |      |
| 宇佐美 健土 （うさみ けんと）       | 1999年12月25日（25歳） | 178cm | 京都府 | ピンク         |      |
| 日之出 莉玖 （ひので りく）         | 2001年1月10日（24歳）  | 172cm | 宮城県 | オレンジ       |      |

### 元メンバー
| 名前                          | 生年月日 （現年齢）   | 身長  | 出身地 | 脱退日        | メンバーカラー | 色種 | 備考                                         |
| ----------------------------- | --------------------- | ----- | ------ | ------------- | -------------- | ---- | -------------------------------------------- |
| 藤堂 伊月 （とうどう いつき） | 1999年3月26日（26歳） | 178cm | 東京都 | 2022年6月28日 | パープル       |      | 所属事務所とのタレント契約解除に伴い、脱退。 |

## 来歴
2021年3月13日 - YouTubeチャンネル『ナナトイチセイ』を開設。7m!n初のオリジナル曲 『クロノメーター』のミュージックビデオの動画投稿を皮切りに活動を開始。
2021年4月10日 - 品川インターシティホールにてデビューライブ『7m!n Debut Live -クロノメーター-』を開催。同公演のチケットは発売直後にソールドアウトとなった。また、YouTubeで行われた同公演の生ライブ配信は同時接続者数3,500人を超えた。
2021年8月 - 初となる東阪ライブツアー『7m!n Live tour 2021 in Summer~俺summer達が最高の夏にしてやるYO!』を開催。会場キャパシティを大きく超えるチケット購入応募が殺到した。
2021年12月26日 - 9bicと初の合同コンサート『WAIWAI LIVE 2021~X'mas Edition~』開催。
2021年11月25日 - 木瀬怜芽が健康上の理由により芸能活動の無期限休止を発表。
2022年3月21日 - 木瀬怜芽が復帰。
2022年7月10日 - ライブイベント『ぴあ50th AnniversaryMTV LIVE MATCH 2022.07.10』のOPENING ACTとして出演。
2022年7月 - 東名阪ツアー『7m!n Live tour 2022 in summer ~NANI COLLECTION~』開催。
2022年6月28日 - 藤堂伊月が所属事務所とのタレント契約解除に伴い、本グループからも脱退。

## 楽曲一覧
| ＃ | 初披露日        | 記号   | タイトル                                    | 備考 |
| -- | --------------- | ------ | ------------------------------------------- | --- |
| 1  | 2021年03月13日  | 🕰      | クロノメーター                              | |
| 2  | 2021年04月03日  | 📽      | 近況ロードshow!                             | |
| 3  | 2021年05月02日  | 🎙      | マイクテスト                                | |
| 4  | 2021年05月25日  | 🐏     | ショートスリーシーパー                      | |
| 5  | 2021年06月15日  | 💗     | ドキドキしちゃってしょうがない              | |
| 6  | 2021年06月16日  | 🦐     | 海老sorry                                   | |
| 7  | 2021年07月07日  | 🌟     | nebula                                      | |
| 8  | 2021年07月24日  | 🦟     | buuuuuuun!                                  | |
| 9  | 2021年09月03日  | ✈️     | わがままジャーニー                          | |
| 10 | 2021年10月09日  | 🃏     | インディアンポーカー                        | |
| 11 | 2021年11月6日   | 💎     | OOPARTS                                     | 2021年11月6日【7space vol.5 ~Usami Kento Birthday Event~】にて披露 2021年11月20日YouTubeにてLyric Video-Short ver-公開                                                                                   |
| 12 | 2021年12月03日  |        | MARCH                                       | 2021年12月3日18:30WAIWAI Official YouTube ChannelにてMV公開 2021年12月26日【WAIWAI LIVE 2021 ~X'mas Edition】にて披露 2022年1月1日『MARCH 2021ver.』として各配信サイトから配信 WAIWAI & 9bic & 7m!n 名義 |
| 13 | 2021年12月17日  | 👑     | 絶帝クロニカル                              | YouTubeにて-Dance Practice Video-公開 |
| 14 | 2022年01月30日  | 🥊     | 僕、singファイター                          | 【7space vol.6 ~Hinode Riku Birthday Event~】にて初披露 |
| 15 | 2022年02月13日  | 🍪     | 気になるあの娘にクッキーを                  | 【7m!n Valentine’s Day Special Live 】@2/12(土) 池袋harevutai にて初披露 |
| 16 | 2022年03月04日  | ❗️     | エクスクラメーション、                      | 2022年3月4日18:30YouTubeにてMV公開 2022年3月8日0:00各配信サイトから配信（7m!n初のサブスク） 2022年3月21日【 7m!n 1st Anniversary Live 🕰🎤📽🐏🦐💗👑🌟🦟✈️🃏💎🥊🍪❗️】にて披露                             |
| 17 | 2022年03月21日  | 🏰     | そしていつまでも                            | 【 7m!n 1st Anniversary Live 🕰🎤📽🐏🦐💗👑🌟🦟✈️🃏💎🥊🍪❗️】2022.03.21 @舞浜アンフィシアターにて初披露 |
| 18 | 2022年05月08日  | 💔     | heart❤︎hacker                                | 【7space vol.9~Todo Itsuki Birthday Event~】にて初披露 2022年05月13日YouTubeにてLyric Video-Short ver-公開                                                                                               |
| 19 | 2022年06月03日  | 💘     | 圧倒的なんばーわん！                        | 0:00から各配信サイトにて配信 |
| 20 | 2022年07月24日  | 🥷🗻   | REIWASAMURAI ~令和はまだ終わんないっしょ？~ | 【7m!n Live tour 2022 in Summer】~ナニがしたいねんコレクション~@大阪にて初披露 |
| 21 | 2022年08月14日  | 🎹     | Message                                     | 【7m!n Live tour 2022 in Summer】~みんナニ届けるコレクション~@愛知にて初披露 |
| 22 | 2022年08月21日  | 💌🏫   | なんちゃってね                              | 0:00各配信サイトにて配信 |
| 23 | 2022年09月3日   | 🩸🍣   | HANAZIBOO                                   | 【7space vol.12 ~Hinomiya Yu Birthday Event~】にて初披露 |
| 24 | 2022年010月28日 | 🧟‍♂️     | ゾンビ〜メン                                | 【7m!n Halloween Live ~12時の鐘が鳴る頃に ゾンビが潜む街の七不思議~】にて初披露 |
| 25 | 2022年011月19日 | 👟     | 翔けろフラヌール                            | 【7m!n School project 2022 Last Live】にて初披露 |
| 26 | 2023年01月14日  | 🪄🎩   | まぢかマジカル                              | 0:00から各配信サイトにて配信 |
| 27 | 2023年01月28日  | 🪩     | OAO                                         | 【7space vol.14 Hinode Riku Birthday Event】にて初披露 |
| 28 | 2023年03月05日  | 🧸👋🏻   | なで×なで                                   | YouTubeにてMV公開 |
| 29 | 2023年04月 9日  |        | アルマリア                                  | 2nd Anniversary Live ~MAGICALive~ 大阪公演(追加公演)にて初披露 |
| 30 | 2023年06月24日  | 🎋     | セブンデイズ                                | 【7space vol.18】にて初披露 2023年6月25日0:00各配信サイトから配信 2023年7月1日20:00MVティザー映像公開 2023年7月2日YouTubeにてMV公開                                                                      |
| 31 | 2023年06月25日  | ⚡️     | ヤミツキVIBE                                | 2023年6月25日0:00各配信サイトから配信 2023年6月29日20:00MVティザー映像公開 2023年6月30日YouTubeにてMV公開                                                                                                |
| 32 | 2023年10月14日  | ⚰⛓     | J･A･C･K                                     | YouTubeにてshort ver.公開 2023年10月30・31日【7m!n Halloween Live 2023 ~呪われたライブハウス~】にて披露                                                                                                  |
| 33 | 2023年10月26日  | 🫂💭💖 | 恋するセブンティーン                        | 2023年10月26日19:30ティザー映像公開 2023年10月30・31日【7m!n Halloween Live 2023 ~呪われたライブハウス~】にて披露                                                                                        |
| 34 | 2023年12月06日  | 🦁     | 虹色のライオン                              | YouTubeにてMV公開 |
| 35 | 2023年12月26日  | 💫     | 夢見せknight!                               | WAIWAI LIVE 2023にて初披露 2024年2月3日0:00から各配信サイトから配信 |
| 36 | 2024年01月27日  | 💄🤍   | rouge                                       | 【7space vol.21~Hinode Riku Birthday Event~】にて初披露。日之出ソロ曲 |
| 37 | 2024年02月03日  | 🎠     | PARADE                                      | 2024年2月3日0:00から各配信サイトから配信 |
| 38 | 2024年03月04日  | 🥀🏰👠 | クライマックスソワレ                        | 2024年03月04日20:00YouTubeにて公開 2024年03月10日【3rd Anniversary Live ~WELCOME TO WAKUWAKU WONDERLAND~】大阪公演にて初披露                                                                             |

※ 2022年8月現在、楽曲の配信販売等はされていない。